# Hermann Petzet
Hermann Petzet (* 24. März 1860 in Bonnland; † 1. Dezember 1935 in München) war ein deutscher Porträt- und Landschaftsmaler sowie Grafiker.

## Leben

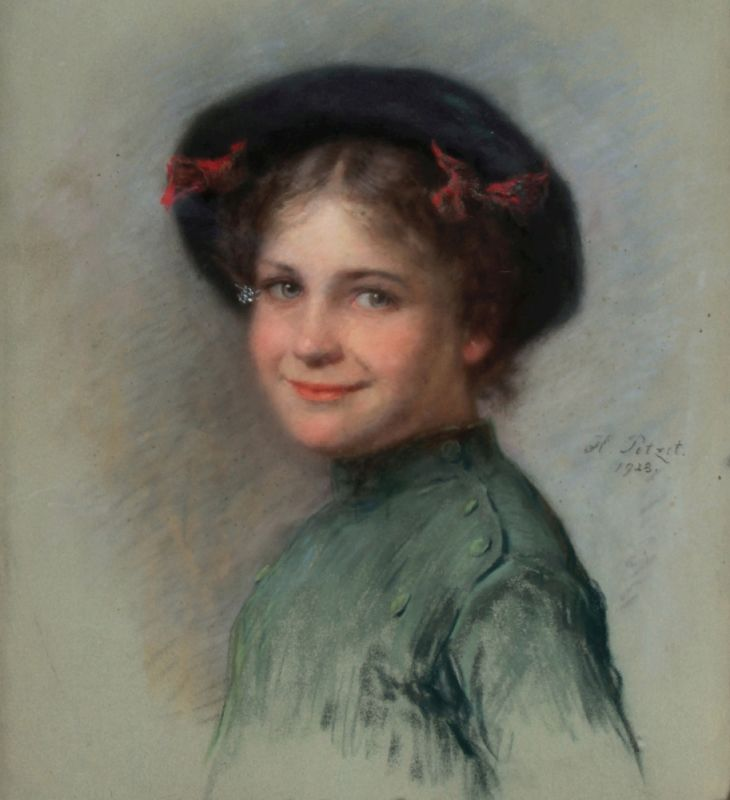
Mädchenporträt

Petzet war der Sohn des Nürnberger Stadtpfarrers Johann Heinrich Petzet. Er war zunächst ein Schüler von Karl Raupp an der Kunstgewerbeschule in Nürnberg, studierte seit dem 11. Oktober 1878 in der Naturklasse der Königlichen Akademie der Künste in München bei Ludwig von Löfftz, danach von 1881 bis 1888 an der Großherzoglich-Badischen Kunstschule in Karlsruhe bei Gustav Schönleber. Petzet unternahm Studienreisen durch Dänemark, England, Frankreich, Italien, Island, Österreich, Schweden und die Niederlande. Er ließ sich in Karlsruhe nieder, wo er überwiegend Landschaften, Ansichten und Architekturbilder aus dem Raum Nürnberg fertigte. 1904 zog er nach Dinkelsbühl. Petzet war Mitglied des Bundes fränkischer Künstler. Er war Ehemann der Hofschauspielerin Caroline Petzet (1856–1919).
Werke (Auswahl)
- Knabenbildnis
- Strand bei Havre
- Rast am Geyser
- Bildnis des Jakob Sturm (Aula der Straßburger Universität)
- Reiseerinnerungen aus Island. In: Globus. Band 58, Nr. 14–15, Friedrich Vieweg und Sohn, Braunschweig 1890, S. 211–217, 227–232 (illustriert, digi-hub.de)